# Wyprawa po życie
Wyprawa po życie (ang. The Cure) – amerykański dramat obyczajowy z 1995 roku w reżyserii Petera Hortona, z Bradem Renfro i Josephem Mazzello w rolach głównych. Zdjęcia kręcono w Minnesocie.

## Fabuła
Erik jest samotnym 11-latkiem, który nie potrafi nawiązać kontaktu ze swoimi kolegami. Jego rówieśnik Dexter jest nosicielem wirusa HIV. Pewnego dnia obaj chłopcy zaprzyjaźniają się. Erik wychowywany przez oschłą matkę Lindę, w matce Dextera znajduje namiastkę prawdziwej rodziny. Obaj spędzają ze sobą mnóstwo czasu. Erikowi nie przeszkadza choroba Dextera, co więcej stara się znaleźć na nią lekarstwo. Co jakiś czas przyrządza dla niego jakieś zioła, ale prawdziwą nadzieję daje artykuł w gazecie o lekarzu z Nowego Orleanu, który podobno znalazł remedium na AIDS. Pewnego dnia obaj wsiadają na ponton, by popłynąć Missisipi...

## Główne role
- Brad Renfro − Erik
- Joseph Mazzello − Dexter
- Diana Scarwid − Gail
- Annabella Sciorra − Linda
- Aeryk Egan − Tyler
- Nicky Katt − Pony
- Renee Humphrey − Angle
- Bruce Davison − Dr. Jensen